# Japansk grammatik

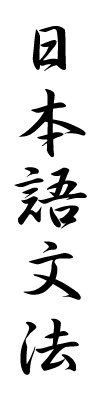
日本語文法 (Japanskans grammatik)

Denna artikel beskriver japanskans grammatik. Språktypologiskt är japanskan "ett verbfinalt, dependentmarkerande agglutinativt språk".
Den grundläggande ordföljden är SOV (d.v.s. subjekt-objekt-predikat). Predikatet kommer gott som alltid sist i satsen även när ordföljden avviker från den grundläggande. Det händer även att subjektets och objektets position avviker (t.ex. genom att de byter plats med varandra eller luckras upp med adverbial), men detta förutsätter att inget av satsleden saknas vilket dock ofta är fallet i japanskt talspråk. En mening som "hon köpte bil" blir med den grundläggande ordföljden "hon bil köpte".

## Partiklar
Huvudartikel: Japanskans partiklar
Partiklar är i japansk grammatik postpositioner som följer på substantiv, verb, adjektiv eller satser för att markera vilken funktion ett ord har eller för att exempelvis göra påståendesatser till frågesatser. Nedan följer några vanliga partiklar som exempel.

### は wa
Partikeln は wa markerar temat i en mening. I hiragana stavas det ha, men uttalas wa. Wa skiljer sig från ga bland annat genom att det markerar ämnet för ett samtal eller ett avsnitt och skulle ofta lite klumpigt kunna översättas med vad beträffar.
- あなたは優しい。
- anata wa yasashii.
- Du är snäll.

### が ga
Subjektpartikeln が ga är lik partikeln wa. Det är ofta svårt att skilja på dessa. Ga används ofta för att markera att det som sagts gäller just en specifik sak. Den används även i kombination med wa.
- 猫は寿司が好きです。
- Neko wa sushi ga suki desu. (u:et i desu uttalas inte).
- Katten gillar sushi (vad gäller katten, är sushi omtyckt).

- まりこさんが数学を勉強する
- Mariko-san ga suugaku o benkyou suru.
- Det är just Mariko som pluggar matematik.

### を o
Objektpartikeln を o markerar ackusativobjektet i en mening. (Lägg märke till att hiragana-tecknet som används för denna partikel stavas wo)
- 本を読みます。
- hon o yomimasu.
- (Jag) läser en bok.

### に ni
Partikeln に ni är indirekt objektmarkör, markerar bland annat rörelse till (destination) och gör att na-adjektiv blir adverb:
- テーブルに電話がある。
- teeburu ni denwa ga aru.
- På bordet finns en telefon.

- 日本に行きましょう！
- nihon ni ikimashō!
- Vi åker till Japan!

Och tid (vid):
- ６時に行きましょう！
- roku ji ni ikimashō!
- Låt oss åka vid 6.

I följande exempel görs na-adjektivet きれい (kirei) om till ett adverb.
- 車がきれいになった。
- kuruma ga kirei ni natta.
- Bilen blev fin.

### へ e
Partikeln へ he markerar riktning (till, mot):
- 日本へ行きましょう！
- nihon e ikimashō!
- Vi åker till Japan!

Skillnaden mellan へ och に är att man använder oftast inte へ när man pratar om riktningar mot levande saker som människor och djur.
Ett undantag är dock brev och email där frasen: "Yamada-san he . . ." används för att markera till vem brevet är till.

### で de
Partikeln で de markerar plats (på, i):
- 日本で遊びましょう！
- nihon de asobimashō!
- Låt oss leka (ha kul) i Japan!

samt instrumentalis:
- 鉛筆で書く。
- enpitsu de kaku.
- Skriva med blyertspenna.

## Pronomen

### Personliga pronomen
Det finns skilda meningar om pronomen i japanskan. En del anser att personliga pronomen i vår mening knappast existerar i japanskan utan istället är substantiv som tappat sin ursprungliga betydelse. Vissa anser istället att japanskan har en stor mängd pronomen. De som nämns här är endast ett litet urval.
| Person        | Informell                                     | Artigt                                                           | Respektfull |
| ------------- | --------------------------------------------- | ---------------------------------------------------------------- | --- |
| första-person | あたし (atashi, feminin) 俺(ore, mask.) etc.. | 僕 (boku, maskulin) 私 (watashi)                                 | 私 (watakushi) 拙者(sessha, mask.)                                                                                    |
| andra-person  | 君 (kimi), お前(omae), 貴様(kisama) etc..     | あなた (anata), そちら (sochira)                                 | あなた様 (anata-sama) Här används i regel snarare personens namn och artighetssuffix, eller särskilda artighetstitlar |
| tredje-person | あいつ (aitsu)、こいつ (koitsu)               | 彼 (kare, maskulin) 彼女 (kanojo, feminin) それ (sore, neutralt) | |

Det finns olika mönster för att bilda plural. -tachi är en ändelse som även fungerar på andra personord:
- watashitachi, bokutachi, oretachi - vi
- anatatachi, kimitachi, omaetachi - ni
- haha - mamma, hahatachi - mammorna

En annan vanlig pluraländelse är -ra:
- Bokura - vi
- Kimira - ni
- Karera - de killarna

Dessutom finns:
- Washiwashi - vi (använt av äldre)
- Anatagata - ni

### Interrogativa pronomen
Interrogativa pronomen, alltså frågeord, placeras på japanska på samma ställe som svaret skulle placerats:
- Nan-ji desu ka - Vad är klockan?
- San-ji desu - Klockan är tre.

## Adjektiv
Japanskans adjektiv brukas delas upp i två grupper, i-adjektiv och na-adjektiv. Utöver dessa två adjektiv-grupper använder japanskan ofta konstruktioner med substantiv följt av den possessiva partikeln の (no). Då får sammanhanget avgöra betydelsen.
- スウェーデンの教師たち。
- Sue~den no kyoushitachi
- Sveriges lärare
- Svenska lärare

### i-adjektiv
i-adjektiven (形容詞, keiyoushi), de så kallade äkta adjektiven, känns igen på att de slutar på い (i). i-adjektiven kallas även verbal adjectives på engelska eftersom de kan utgöra predikat ensamma utan hjälp av kopula, och således kan fungera som vanliga verb.

### na-adjektiv
Nominaladjektiven (形容動詞, keiyoudoushi) kan inte direkt skrivas attributivt till substantiv utan behöver ta partikeln な däremellan:
- 静かな人。
- Shizukana hito.
- En lugn person.

I predikativ ställning kan de inte skiljas från substantiv eftersom de på samma sätt måste ta kopula.

## Adverb
För att använda adverb i Japanska ska de sättas in innan verbet och inte efter verbet som i Svensk meningsuppbyggnad.
I svensk meningsuppnyggnad säger man: Katten springer snabbt, hunden skäller högt. I Japanskan måste adverbet sättas in innan verbet det påverkar.
Exempel:
```
Watashi wa hayaku hashitte imasu.

Jag (tema) snabbt springer är.
```

Exempel:
```
Inu ga shizuka ni suwatte imasu

Hunden (ga) tyst (ni) sitter är.
```

Alla adjektiv i Japanskan kan konverteras till adverb via två enkla regler.
i-adjektiv tar bort i och sätter ku.
na-adjektiv byter ut na mot ni.
Hayai - Hayaku
Kirei na - Kirei ni

## Verb
I japanska finns det 3 distinkta grupper av verb: 五段動詞 (5-stegs verb), 一段動詞 (1-stegs-verb) och de två oregelbundna verben する och くる (suru och kuru). Dessa grupper kallas vid många olika namn. På svenska brukar man säga
- 5-stegs-verb, vokalstams-verb eller -u verb
- 1-stegs-verb, konsonantstams-verb eller -ru verb

De kallas -u och -ru verb på grund av vad verben slutar på för stavelse, men detta är inte ett bra system då även vissa -u verb slutar på -ru. Det finns även verb inom grupperna -ru och -u som är oregelbundna. -ru verb är generellt väldigt lätta att böja då alla -ru verb böjs likadant. -u verb är mycket svårare då det finns ungefär 9 olika typer av -u verb som alla böjs olika.
I japanskan finns heller inte hjälpverb i samma bemärkelse som svenska. Istället används olika ändelser på verben, eller olika adjektiv och verb direkt efter konjunktionsformen av ett verb, vilka kan liknas vid hjälpverb.

## Japansk-svensk jämförande syntax
Hur bör en person med svenska som modersmål smidigast gå till väga för att formulera sig på japanska? Japanologen och pedagogen Nils-Owe Petterssons första version (1976) av svar på den frågan har omarbetat och utökat i samarbete med Ayako Petterson och efter professor Gunilla Lindberg-Wadas språkgranskning och redigering getts ut postumt 1995. 

### Ordföljd
Japanska är ett SOV-språk (Subjekt-Objekt-Verb). Det betyder att ordföljden blir en annan än i Svenskan, som är ett SVO-språk (Subjekt-Verb-Objekt).
Exempel:
```
Watashi wa Sueedenjin desu.

Jag (tema) svensk-person är.
```

En hel meningsuppbyggnad på Japanska avslutas nästan alltid med ett verb eller kopula.
Verbet som i Svenskan sätts efter subjektet, sätts sist i Japan och allt innan verbet påverkar meningsuppbyggnaden.
Exempel:
```
watashi wa kinou oishii sushi wo tabemashita.

Jag (tema) igår god sushi åt.
```

Exempel:
```
Kawaii neko ga tanoshii hito to asobimasu.

Söt katt (ga) glad person med leker
```